# Ilimanaq
Ilimanaq (Deens: Claushavn) is een nederzetting in Groenland, in de gemeente Avanaata. Het plaatsje heeft 53 inwoners (2020). Ilimanaq ligt tussen Ilulisat, de hoofdstad van Avanaata, en het stadje Quasiqiannguit. De naam Ilimanaq betekent zo veel als 'plaats van verwachtingen'.
De Deense naam Claushavn is afkomstig van de Nederlandse walvisvaarder Klaes Pietersz Thorp die hier van 1719 tot 1732 op walvissen joeg. De omgeving kende toen diverse nederzettingen. Rond 1741 werd er een missiepost gevestigd.
Vanaf 1800 werd de walvisvangst vervangen door de jacht op zeehonden. In de twintiger jaren van de 20e eeuw stapte men over op de visvangst en -verwerking en in 1928-1929 werd er een visfabriek gebouwd.
Het aantal inwoners bedroeg in 1980 nog 99 personen. Sindsdien is dat aantal bijna gehalveerd tot 53 in 2020.
In het dorp staan een hotel-restaurant en een kerk uit 1908. Ook zijn er gebouwen uit de 18e eeuw.